# أمن دولت
أمن دولت فيلم مصري إنتاج عام 2011. وقصته مأخوذة عن الفيلم الأمريكي اللهاية المنتج عام 2005.
تاريخ الفيلم يوافق يوم عرفة عام 1432 هـ.

## القصة
حسام (حمادة هلال) ضابط امن دولة يتولى مهمة إنقاذ وحماية عائلة سفيرة الامم المتحدة المدعوة دولت (عزة بهاء) من تهديد إسرائيل بقتل عائلتها. تتوالى الأحداث في إطار درامي كوميدي حيث يحاول برفقة ملك (شيري عادل) والتي تتولى رعاية أبناء دولت إنقاذ عائلتها. مأخوذ من فيلم اللهاية

## الممثلون
- حمادة هلال
- شيري عادل
- سامي مغاوري
- أحمد حلاوة
- عزة بهاء
- ثريا إبراهيم
- مامادو
- لبنى محمود
- رضا إدريس
- معوض إسماعيل
- محمد الصاوي
- سيف طارق
- دينا حرب

## روابط خارجية
- أمن دولت على موقع IMDb (الإنجليزية)
- أمن دولت على موقع الدهليز
- أمن دولت على موقع قاعدة بيانات الأفلام العربية
- أمن دولت على موقع قاعدة بيانات الفيلم (الإنجليزية)
- أمن دولت على موقع ليتربوكسد (الإنجليزية)